# Göttin (Werder (Havel))
Göttin [gœˈtiːn] ist ein Wohnplatz im Ortsteil Töplitz der Stadt Werder (Havel) (Landkreis Potsdam-Mittelmark, Brandenburg). Der Ort gehörte im Mittelalter dem Kloster Lehnin. Bis zur Eingemeindung nach Neu Töplitz am 31. Dezember 1957 war Göttin eine selbständige Gemeinde.

## Geographische Lage
Göttin liegt im nördlichen Teil der Gemarkung von Töplitz im Nordwesten der Insel Töplitz am Ostufer des Göttinsees. Im Süden von Göttin liegt ein Bruchgebiet (Erlenbruch) mit vereinzelten kleinen Teichen, welche durch den Tonabbau entstanden. Heute hat sich der Erlenbruch wieder zu einer Naturlandschaft entwickelt. Nördlich und östlich von Göttin, ist die Landschaft hauptsächlich von Feldern und Wiesen geprägt, und wird landwirtschaftlich genutzt. Weiter nördlich liegt der Schwalbenberg. Durch Göttin verläuft der Radweg F3.1.

### Bevölkerungsentwicklung
| Jahr      | 1772 | 1801 | 1817 | 1837 | 1858 | 1871 | 1885 | 1895 | 1905 | 1925 | 1939 | 1946 |
| --------- | ---- | ---- | ---- | ---- | ---- | ---- | ---- | ---- | ---- | ---- | ---- | ---- |
| Einwohner | 47   | 52   | 56   | 61   | 60   | 53   | 70   | 57   | 53   | 51   | 33   | 83   |

- Quelle:[2][3]

## Geschichte
Bereits 1318 hatte der brandenburgische Markgraf Waldemar den Werder Töplitz (= Insel Töplitz) mit allem Zubehör an das Kloster Lehnin verkauft. Dabei war mit einiger Sicherheit auch Göttin. Göttin selber wurde im Landbuch Karls IV. von 1375 erstmals urkundlich erwähnt. Es gehörte damals dem Kloster Lehnin, das das Dorf seit alters her besaß. Reinhard E. Fischer leitet den Namen von einer polabischen Grundform *Chotin her, die aus einem slawischen Kosenamen *Chota entstanden ist: Der Kosename ist eine Kurzform von slawischen Namen wie Chociemir oder Chotěbor. Nach der Siedlungsform war Göttin ein kleines Zeilendorf.

„Gotyn non sunt mansi. Ibi sunt 10 domus cossatorum, quilibet solvit 1 solidum et 1 pullum. Prefectus solvit 6½ talenta de pactu aque. Est monachorum de Lenyn, qui similiter habent ab antiquo poss(essum). Schultze, Landbuch, S.164“

„Monachorum in Lenyn ... item in obstaculis prope Gotin 2½ talenta et 2½ solidos, de quibus Tydeke Oswalt dat exactionem; item in obstacul(o), quod dicitur Hatenow, 7 solidos et 3½ denarios, de quibus piscatores dant exactionem. ...“

Die Gemarkung von Göttin war 1375 nicht in Hufen unterteilt, sondern es gab nur zehn Kossätenhöfe. Jeder dieser Höfe musste an das Kloster Lehnin eine jährliche Abgabe von einem Schilling und einem Huhn bezahlen. Der Schulze bezahlte für die Wasserpacht jährlich sechseinhalb Talente. Außerdem besaß das Kloster noch Wehre zum Fischfang in der Nähe von Göttin. Für die Benutzung der Wehre in der Nähe von Göttin gab Tydeke Oswalt jedes Jahr 2½ Talente und 2½ Schillinge. Vom Wehr, das Hatenow genannt wurde, gaben die Fischer jährlich 7 Schillinge und 3½ Pfennige. 1450 wurden drei Wehre erwähnt. 1538 waren noch sieben Kossäten in Göttin ansässig. 1602 wurde ein Bauer und sechs Kossäten genannt. 1605 sind es wieder sieben Kossäten, der sog. Bauer ist also wieder zu den Kossäten gerechnet. 1624 lebten sieben Fischer in Göttin; zwei Fischer besaßen sogar eigene Wehre. 1652 wohnten sogar acht Fischer in Göttin, 1662 sechs Kossäten. 1687 waren von sieben Kossätenstellen zwei wüst. Bei ihren Häusern hatten sie nur Kohlgärten und etwas Wiese. 1729 wohnten sechs Kossäten im Dorf, die abwertend als schlechte Fischer bezeichnet wurden. Erst 1745 waren wieder alle sieben Kossätenstellen besetzt. 1746 war das Schulzengut dem schweizerischen Prediger in Potsdam überlassen worden. Neben den sechs Kossäten wohnte in Göttin ein Büdner, der zugleich Schneider und Schulmeister war. 1772 sind acht Kossäten verzeichnet. 1801 lebten sieben Fischer und ein Büdner in Göttin, insgesamt waren es zehn Feuerstellen. 1837 wurden acht Wohnhäuser gezählt. 1858 wurden ein öffentliches Gebäude, neun Wohnhäuser und 15 Wirtschaftsgebäude registriert. 1900 waren es elf Häuser, 1931 zehn Häuser mit elf Haushaltungen.

### Politische Geschichte
In der Beschreibung des Dorfes im Landbuch von 1375 ist Göttin unter den Dörfern des Havellandes aufgeführt. Es gehörte damals zum Kloster Lehnin, unter dessen Oberherrschaft es bis 1542 verblieb. Danach kam es zum Amt Lehnin, 1809 zum Amt Potsdam. Das Amt Potsdam wurde 1872 aufgelöst. Mit der Ausbildung der Kreisverfassung im 17. Jahrhundert in Brandenburg wurde Göttin nun zum Zauchischen Kreis gerechnet. 1816/7 wurde der Zauchische Kreis mit dem 1815 an Preußen gekommenen kursächsischen Amt Belzig zum Zauch-Belzigschen Kreis vereinigt. 1950 kam es bis zur Kreisreform von 1952 zum Kreis Osthavelland, danach zum Kreis Potsdam-Land. Zum 31. Dezember 1957 wurde es nach Neu Töplitz eingemeindet und war danach Ortsteil von Neu Töplitz. Neu Töplitz schloss sich 1974 mit Alt Töplitz und Leest zur neuen Gemeinde Töplitz zusammen. 1992 bildete Töplitz zusammen mit sieben anderen Gemeinden das Amt Werder. 1993 wurden die alten DDR-Kreise aufgelöst, Töplitz (und damit auch Göttin) kam zum Landkreis Potsdam-Mittelmark. 2003 wurde das Amt Werder aufgelöst und Töplitz in die Stadt Werder (Havel) eingegliedert. Seither ist Töplitz ein Ortsteil und Göttin „nur noch“ ein Wohnplatz der Stadt Werder (Havel).

### Kirchliche Geschichte
Göttin hatte nie eine eigene Kirche oder Kapelle, sondern war immer eingekircht in Alt Töplitz. 1541 bezog der Pfarrer den Zehnten von Göttin.

## Sehenswürdigkeiten
Die Denkmalliste des Landes Brandenburg Lkr. Potsdam-Mittelmark verzeichnet für Göttin „lediglich“ drei Bodendenkmale.
- Nr.31059 Göttin Flur 1/Ketzin Flur 16/Neu Töplitz Flur 3: eine Siedlung des slawischen Mittelalter, der Dorfkern aus der Neuzeit, der Dorfkern aus dem Mittelalter
- Nr.30764 Göttin Flur 1/Neu Töplitz Flur 2: ein Burgwall der Bronzezeit, ein Burgwall des slawischen Mittelalter, eine Siedlung der Bronzezeit, eine Siedlung des slawischen Mittelalter
- Nr.30773 Göttin Flur 1/Neu Töplitz Flur 3: eine Siedlung des Neolithikum

## Anmerkung
1. ↑  Ein Talent = 20 Schillinge, also insgesamt 130 Schillinge Schulze, Landbuch, S.462